# Wolfgang Buhr
Wolfgang Buhr (* 27. Mai 1932 in Prezier; † 29. September 2016) war ein deutscher Kommunalpolitiker (CDU). Er war von 1964 bis 1996 ehrenamtlicher Landrat der Landkreise Soltau und Soltau-Fallingbostel und von 1972 bis 1974 Bürgermeister der niedersächsischen Stadt Soltau.

## Leben

### Privates und Berufliches
Im heute zu Lemgow gehörenden Ort Prezier im Landkreis Lüchow-Dannenberg wurde Buhr 1932 geboren. 1957 heiratete er, aus der Ehe gingen zwei Kinder hervor. Von 1967 bis 1997 war er Vorstandsvorsteher des Energieverbandes Elbe-Weser.

### Politische Karriere
1960 wurde Buhr erstmals in den Rat der Stadt Soltau gewählt und gehörte diesem bis 1996 an. Am 1. Juli 1964 trat er der CDU bei, später war er langjähriger Vorsitzender der CDU-Fraktion im Gemeinderat. Von 1973 bis 1977 war er Vorsitzender des CDU-Kreisverbandes im Landkreis Soltau. 
1964 wurde er Mitglied des Kreisrates im Kreis Soltau. Bereits im September 1966 wurde er zum Kreisausschussmitglied und zum Landrat des Kreises Soltau gewählt. Mit gerade einmal 34 Jahren war er damit der jüngste Landrat in der gesamten Bundesrepublik. Bis zur Fusion der Landkreise Soltau und Fallingbostel im August 1977 behielt er diesen Posten und wurde schließlich auch Landrat des neu gegründeten Landkreises Soltau-Fallingbostel. 
Neben seiner Arbeit im Kreistag war er zwischen 1972 und 1974 zusätzlich Bürgermeister der Stadt Soltau. Am 6. November 1996 leitete er seine letzte Kreistagssitzung, bevor er sich nach über 30 Jahren von allen politischen Ämtern zurückzog. Bereits am 23. Oktober 1996 wurde er zum Ehrenlandrat ernannt.

### Soziales Engagement
Buhr war neben seiner politischen Karriere auch vielfältig in der Kultur und im Sport engagiert. So war er unter anderem im Vorstand des Verkehrsvereins, des Kulturvereins und des Kreissportbundes aktiv. Von 1964 bis 1998 war er zudem Vorsitzender des Sportvereins MTV Soltau von 1864, danach wurde er zum Ehrenvorsitzenden des Vereins ernannt. Von 1997 bis 2011 war er als Beauftragter der Städtepartnerschaft zwischen Soltau und der polnischen Stadt Myślibórz tätig. Nach dem Ende seiner Tätigkeit wurde er zum Ehrenbürger von Myślibórz ernannt.

## Auszeichnungen
- 1979: Niedersächsische Sparkassenmedaille in Silber
- 1986: Bundesverdienstkreuz am Bande
- 1989: Niedersächsische Sparkassenmedaille in Gold
- 1996: Ernennung zum Ehrenlandrat des Landkreises Soltau-Fallingbostel (heute Landkreis Heidekreis)
- 2011: Ehrenbürger der polnischen Stadt Myślibórz